# Deniz Aytekin
 (septembre 2015).
Si vous disposez d'ouvrages ou d'articles de référence ou si vous connaissez des sites web de qualité traitant du thème abordé ici, merci de compléter l'article en donnant les références utiles à sa vérifiabilité et en les liant à la section « Notes et références ».
Deniz Aytekin est un arbitre de football allemand d'origine turque, né le 21 juillet 1978 à Nuremberg. Il arbitre pour TSV Altenberg de la Fédération bavaroise de football. Il est un arbitre FIFA et est classé comme arbitre de la catégorie élite de l'UEFA.

## Carrière d'arbitre
Deniz Aytekin est nommé arbitre fédéral en 2004. Deux ans plus tard il accède à la Seconde Division allemande puis à la Bundesliga en 2008. En 2011 il est promu arbitre international par la FIFA, puis dans la catégorie Élite UEFA début 2015.
En avril 2011 alors qu'il arbitre un match de championnat entre le FC Schalke 04 et le FC St. Pauli au stade Millerntor, il arrête prématurèment la partie après que son assistant Thorsten Schiffner ait reçu un verre de bière plein sur la nuque. Il s'agit de la septième interruption d'un match sans reprise dans l'histoire du championnat allemand.
Le 8 mars 2017, il arbitre le huitième de finale retour de Ligue des champions entre le FC Barcelone et le Paris Saint-Germain qui voit la qualification du FC Barcelone pour les quarts de finale grâce à un score de 6-1, alors que le club catalan s'était incliné par 4 buts à 0 au match aller. L'arbitrage de ce match fut critiqué par la presse internationale, en particulier par certains quotidiens sportifs allemands comme Der Tagesspiegel. Après la rencontre, le PSG porte plainte pour dix erreurs d'arbitrage auprès de l'UEFA, qui, sans le suspendre, écarte de facto Deniz Aytekin des grandes affiches européennes,, lui confiant seulement quelques matches de poule mineurs de la Ligue des Champions les cinq saisons suivantes. 
En avril 2017, il est nommé pour arbitrer la finale de la Coupe d'Allemagne 2016-2017 entre le Borussia Dortmund et l'Eintracht Francfort.
Le 13 septembre 2017, lors de la première journée de phase de poules de Ligue des champions où il officie lors du match opposant le NK Maribor au Spartak Moscou (1-1), il évite de peu une fusée en provenance des tribunes qui abritent les supporters de l'équipe moscovite.
En octobre 2017, il est invité, au même titre que d'autres arbitres étrangers, par la Fédération chinoise pour arbitrer des matchs en Chinese Super League, dans le but de redorer l'image d'un championnat secoué par des révélations concernant l'existence de matchs truqués.
Le 28 juillet 2022, il annonce prendre sa retraite internationale, restant arbitre en Bundesliga.

## Vie privée
Aytekin est d'origine turque. Il vit à Oberasbach, en Bavière. En plus de sa carrière d'arbitre, il est un entrepreneur qui a cofondé les sites web Fitnessmarkt.de et Anwalt.de,. 